# الحلية
تقع قرية الحلية (وتكـب الحلية أو الحلية بضم الحاء وشد الياء.) إلى الجنوب الشرقي من محافظة بلجرشي في منطقة الباحة المملكة العربية السعودية.